# Пикула, Деян
Деян Пикула (серб. Дејан Пикула; род. 31 июля 1969) — сербский шахматист, гроссмейстер (2002).
В составе сборной Югославии участник 35-й Олимпиады (2002) в Бледе.

## Деятельность
В 2001 году Деян Пикула занял 1-е место на чемпионате FR Югославия по шахматам и удостоился звания национального чемпиона по шахматам. В 2003 году он завоевал бронзовую медаль на чемпионате Сербии и Черногории по шахматам. В 2006 году Деян Пикула поделил 1-е место с Бранко Дамляновичем в чемпионате Сербии и Черногории по шахматам, но проиграл дополнительный матч за звание чемпиона. В 2007 году он выиграл чемпионат Центральной Сербии по шахматам.
Деян Пикула играл за Югославию на шахматной олимпиаде:
- В 2002 году на второй резервной доске в 35-й шахматной олимпиаде в Бледе (+1, = 0, -1).

Деян Пикула выступал за сборную Сербии "B" в командном чемпионате Европы по шахматам:
- В 2009 году на третьей доске 17-го командного чемпионата Европы по шахматам в Нови-Саде (+3, = 3, -1).

В 2002 году Деян Пикула был награжден Международным гроссмейстером ФИДЕ (GM)(англ. FIDE International Grandmaster (GM)). В 1987 году он стал тренером ФИДЕ.

## Изменения рейтинга
| Графики недоступны из-за технических проблем. См. информацию на Фабрикаторе и на mediawiki.org. |